# Saison 1968-1969 de la LAH
Saison précédente Saison suivante
La saison 1968-1969 de la Ligue américaine de hockey est la 33e saison de la ligue. Huit équipes jouent chacune 74 matchs en saison régulière. Les Bears de Hershey remportent leur quatrième coupe Calder.

## Saison régulière

### Classement
| Clt   | Équipe                | PJ | V  | D  | N  | BP  | BC  | Pts |
| ----- | --------------------- | -- | -- | -- | -- | --- | --- | --- |
| +001, | Bears de Hershey      | 74 | 41 | 27 | 6  | 307 | 234 | 88  |
| +002, | Clippers de Baltimore | 74 | 33 | 34 | 7  | 266 | 257 | 73  |
| +003, | Reds de Providence    | 74 | 32 | 36 | 6  | 242 | 284 | 70  |
| +004, | Kings de Springfield  | 74 | 27 | 36 | 11 | 257 | 274 | 65  |

| Clt   | Équipe                 | PJ | V  | D  | N  | BP  | BC  | Pts |
| ----- | ---------------------- | -- | -- | -- | -- | --- | --- | --- |
| +001, | Bisons de Buffalo      | 74 | 41 | 18 | 15 | 282 | 192 | 97  |
| +002, | Barons de Cleveland    | 74 | 30 | 32 | 12 | 213 | 245 | 72  |
| +003, | As de Québec           | 74 | 26 | 36 | 14 | 235 | 258 | 66  |
| +004, | Americans de Rochester | 74 | 25 | 38 | 11 | 237 | 295 | 61  |

- En gras : qualifiés pour les séries

### Meilleurs pointeurs
| Joueur              | Équipe                 | PJ | B  | A  | Pts | Pun |
| ------------------- | ---------------------- | -- | -- | -- | --- | --- |
| Jeannot Gilbert     | Bears de Hershey       | 71 | 35 | 65 | 100 | 13  |
| Michel Harvey       | Bears de Hershey       | 74 | 41 | 52 | 93  | 29  |
| Guy Trottier        | Bisons de Buffalo      | 72 | 45 | 37 | 82  | 21  |
| Ron Ward            | Americans de Rochester | 73 | 35 | 43 | 78  | 18  |
| Willie Marshall     | Clippers de Baltimore  | 74 | 26 | 52 | 78  | 18  |
| Jean-Marie Cossette | Clippers de Baltimore  | 64 | 27 | 48 | 75  | 48  |
| Chuck Hamilton      | Bears de Hershey       | 74 | 28 | 46 | 74  | 46  |
| Don McKenney        | Reds de Providence     | 74 | 26 | 48 | 74  | 12  |
| Rene Drolet         | As de Québec           | 61 | 30 | 42 | 72  | 14  |
| Norm Beaudin        | Bisons de Buffalo      | 74 | 32 | 39 | 71  | 10  |

## Séries éliminatoires
Les trois premiers de chaque division sont qualifiés. Les matchs des séries sont organisés ainsi :
- La série entre les deux premières équipes de chaque division se joue au meilleur des sept matchs. Le vainqueur est qualifié directement pour la finale qui se joue également au meilleur des sept matchs.
- Le deuxième et le troisième de chaque division s'affrontent au meilleur des 5 matchs. Les vainqueurs se rencontrent ensuite également au meilleur des 5 matchs. Le gagnant dispute la finale[3].

### Tableau
|  | Premier tour | Premier tour | Premier tour   | Premier tour |            |            | Deuxième tour | Deuxième tour | Deuxième tour | Deuxième tour |  |  | Finale | Finale | Finale | Finale |
|  |              |              |                |              |            |            |               |               |               |               |  |  |        |        |        |        |
|  |              |              |                |              |            |            |               |               |               |               |  |  |        |        |        |        |
|  |              |              |                |              |            |            |               |               |               |               |  |  |        |        |        |        |
|  | Hershey      | Hershey      | 4              | 4            |            |            |               |               |               |               |  |  |        |        |        |        |
|  | Hershey      | Hershey      | 4              | 4            |            |            |               |               |               |               |  |  |        |        |        |        |
|  | Buffalo      | Buffalo      | 2              | 2            |            |            |               |               |               |               |  |  |        |        |        |        |
|  | Buffalo      | Buffalo      | 2              | 2            | Hershey    |            |               |               |               |               |  |  |        |        |        |        |
|  |              |              |                |              |            |            |               |               |               |               |  |  |        |        |        |        |
|  |              |              | Laissez-passer |              |            |            |               |               |               |               |  |  |        |        |        |        |
|  |              |              |                |              |            |            |               |               |               |               |  |  |        |        |        |        |
|  |              |              |                |              |            |            |               |               |               |               |  |  |        |        |        |        |
|  |              |              |                |              |            |            |               |               |               |               |  |  |        |        |        |        |
|  | Hershey      | Hershey      | 4              | 4            |            |            |               |               |               |               |  |  |        |        |        |        |
|  | Hershey      | Hershey      | 4              | 4            |            |            |               |               |               |               |  |  |        |        |        |        |
|  |              |              | Québec         | Québec       | 1          | 1          |               |               |               |               |  |  |        |        |        |        |
|  | Baltimore    | Baltimore    | Québec         | Québec       | 1          | 1          | 1             | 1             |               |               |  |  |        |        |        |        |
|  | Baltimore    | Baltimore    |                |              |            |            |               |               |               |               |  |  |        |        |        |        |
|  | Providence   | Providence   | 3              | 3            |            |            |               |               |               |               |  |  |        |        |        |        |
|  | Providence   | Providence   | 3              | 3            | Providence | Providence | 2             | 2             |               |               |  |  |        |        |        |        |
|  |              |              |                |              | Providence | Providence | 2             | 2             |               |               |  |  |        |        |        |        |
|  |              |              | Québec         | Québec       | 3          | 3          |               |               |               |               |  |  |        |        |        |        |
|  | Cleveland    | Cleveland    | Québec         | Québec       | 3          | 3          | 2             | 2             |               |               |  |  |        |        |        |        |
|  | Cleveland    | Cleveland    |                |              |            |            |               | 2             |               |               |  |  |        |        |        |        |
|  | Québec       | Québec       | 3              | 3            |            |            |               |               |               |               |  |  |        |        |        |        |
|  | Québec       | Québec       | 3              | 3            |            |            |               |               |               |               |  |  |        |        |        |        |
|  |              |              |                |              |            |            |               |               |               |               |  |  |        |        |        |        |

## Trophées

### Trophées collectifs
| Coupe Calder : Vainqueurs des séries                       | Bears de Hershey  |
| Trophée F.-G.-« Teddy »-Oke : Champions de la division Est | Bears de Hershey  |
| Trophée John-D.-Chick : Champions de la division Ouest     | Bisons de Buffalo |

### Trophées individuels
| Trophée Les-Cunningham : Meilleur joueur de la saison                                 | Gilles Villemure (Bisons de Buffalo) |
| Trophée John-B.-Sollenberger : Meilleur pointeur                                      | Jeannot Gilbert (Bears de Hershey)   |
| Trophée Dudley-« Red »-Garrett : Meilleure recrue                                     | Ron Ward (Americans de Rochester)    |
| Trophée Eddie-Shore : Meilleur défenseur de la saison                                 | Bob Blackburn (Bisons de Buffalo)    |
| Trophée Harry-« Hap »-Holmes : Gardien ayant la plus petite moyenne de buts encaissés | Gilles Villemure (Bisons de Buffalo) |
| Trophée Louis-A.-R.-Pieri : Meilleur entraîneur de la saison                          | Frank Mathers (Bears de Hershey)     |